# Entropa

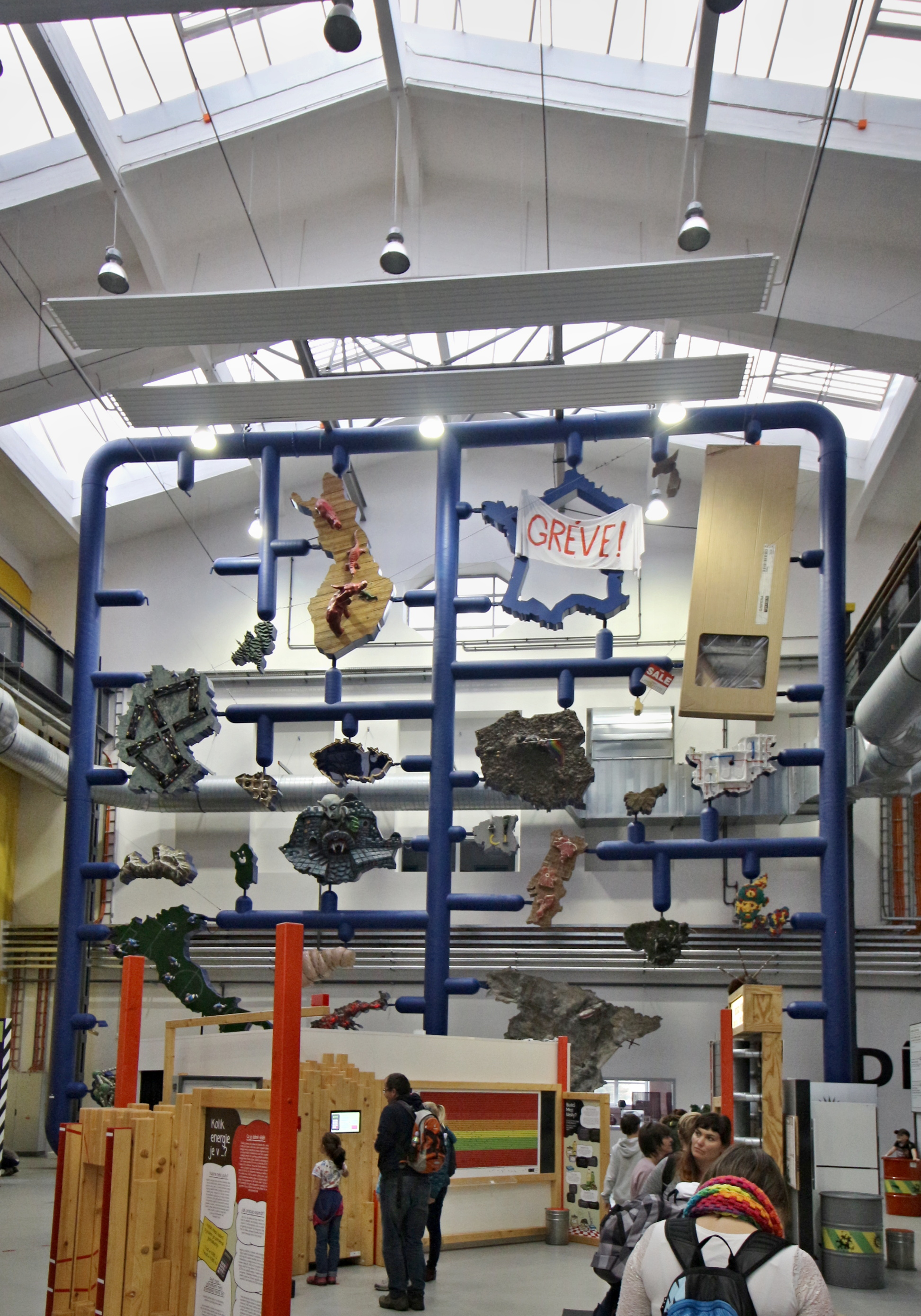
Entropa (2018).

Das Kunstwerk Entropa (Kofferwort aus ,Entropie‘ und ,Europa‘) ist eine Installation des tschechischen Bildhauers David Černý für die Eingangshalle im Gebäude des Rats der Europäischen Union (Justus-Lipsius-Gebäude) in Brüssel anlässlich der tschechischen EU-Ratspräsidentschaft 2009.

## Entstehung
Das rund 16 Meter breite, 16 Meter hohe und rund 8 Tonnen wiegende Kunstwerk stellt die Umrisse der damals 27 Mitgliedsländer der Europäischen Union, die ähnlich einem Plastikmodellbau-Spritzgussrahmen angeordnet sind, dar und schreibt ihnen Symbole zu. Sofort nach der inoffiziellen Eröffnung am 12. Januar 2009 löste die Installation bei einigen Regierungsvertretern heftige Reaktionen aus, weil sie ihr Land durch die Art der Darstellung verunglimpft sahen. Demgegenüber erklärte der Künstler, seine Installation sei humorvoll aufzufassen. Für das von der Prager Regierung in Auftrag gegebene Werk sollten, wie ursprünglich vereinbart, unter Černýs Leitung 26 weitere Künstler für die jeweiligen Länder einen Beitrag leisten. Noch vor der offiziellen Enthüllung am 15. Januar wurde jedoch bekannt, dass Černý und seine Mitarbeiter die gesamte Installation selbst entworfen und die Namen, Biografien und Homepages der angeblich beteiligten Künstler frei erfunden hatten. Vizeministerpräsident Alexandr Vondra bestätigte am 13. Januar in einer offiziellen Stellungnahme der Ratspräsidentschaft diese Information und teilte mit, dass er unangenehm überrascht sei. Am meisten entrüstet zeigte sich die bulgarische Regierung von der Darstellung ihres Landes als einer Ansammlung von durch Leitungen miteinander verbundenen „türkischen Toiletten“.
Aus Protest gegen den Sturz des tschechischen Ex-Ministerpräsidenten Mirek Topolánek ließ Černý Anfang Mai das Kunstwerk in Brüssel vorfristig abbauen und in Tschechien ausstellen.

## Darstellung der EU-Mitglieder
Die einzelnen EU-Staaten wurden in der Form eines Plastikmodellbausatzes provokant dargestellt:
1. Belgien als Pralinenschachtel
2. Bulgarien als Collage aus türkischen Stehtoiletten symbolisiert, bestand als erstes Land auf einer Entfernung dieser Darstellung.[3]
3. Dänemark als Ansammlung von Lego-Steinen, deren Anordnung als Motiv aus der Serie Das Gesicht Mohammeds verstanden werden kann
4. Deutschland als eine Fläche mit Autobahnen, deren Anordnung als Hakenkreuz verstanden werden kann
5. Estland als postkommunistischer Staat mit „motorisiertem“ Hammer und Sichel (aufgesteckt auf einen Boschhammer und eine elektrische Heckenschere)
6. Finnland als Holzboden mit roten exotischen Tieren (Nilpferd, Alligator, Elefant) und einem kriechenden grünen Menschen
7. Frankreich mit einem Transparent mit der Aufschrift Grève (Streik)
8. Griechenland als verbranntes Waldstück
9. Irland als Dudelsack (mit den Pfeifen in Nordirland)
10. Italien als Fußballplatz mit Fußballspielern, die Fußbälle mit an Masturbation erinnernden Bewegungen vor ihren Hüften schütteln
11. Das flache Lettland als Möchtegern-Berglandschaft
12. Litauen mit Brüsseler Manneken-Pis-Figuren mit Schapka-Mütze und Militärjacke, die in Richtung Osten (Belarus und Russland) urinieren
13. Luxemburg als Goldnugget mit der Aufschrift „For Sale“
14. Malta als winzige Insel mit einem Zwergelefanten
15. Die Niederlande als Überflutungsgebiet, aus dem lediglich einige Minarette herausragen
16. Österreich als grüne Landschaft mit den vier Kühltürmen eines Kernkraftwerkes
17. Polen als Kartoffelacker, auf dem vier katholische Priester in der Anordnung des United States Marine Corps War Memorial eine Regenbogenfahne hissen
18. Portugal als hölzernes Schneidbrett mit drei Fleischstücken in Form der ehemaligen Kolonien Brasilien, Angola und Mosambik
19. Rumänien als buntes Dracula-Schloss
20. Schweden verpackt in einen IKEA-Karton
21. Die Slowakei als Wurst, die in den ungarischen Farben verschnürt ist
22. Slowenien mit einer in Stein gehauenen historischen Aufschrift „first tourists came here 1213“ („Die ersten Touristen kamen 1213 hierher“), ein Hinweis auf einem Graffiti aus der Höhle Postojna, der aus dem Jahr 1213 datiert ist
23. Spanien als zubetonierte Fläche, mit einem Betonmischer im Gebiet des Baskenlandes
24. Tschechien als goldberahmter LED-Bildschirm, auf dem Ökologie- und EU-kritische Slogans des Präsidenten Václav Klaus angezeigt werden können
25. Ungarn mit dem Brüsseler Atomium, konstruiert aus Melonen und ungarischen Würsten
26. Zypern als in zwei Teile zerbrechende Insel
27. Vereinigtes Königreich: In der oberen linken Ecke des Kunstwerkes klafft eine Lücke, die auf das traditionell euroskeptische Land anspielt.

## Interpretation
Statt das Kunstwerk ob seiner Entstehungslegende zu skandalisieren (und sich damit einer inhaltlichen Beschäftigung mit den auf die Spitze getriebenen Klischeevorstellungen von den einzelnen Ländern zu entziehen), könnte man ebendiese Legende auch als Teil des Kunstwerks sehen, das zweifellos als Ganzes „ein echter Černý“ ist.
So merkte das Kunstmagazin Art in einem Die Humorprobe überschriebenen Beitrag an:

„Man hätte es sich eigentlich denken können, was passiert, wenn Černý einen Auftrag von derartiger politischer und öffentlicher Tragweite bekommt. Sein Bronzetrabant auf Füßen, mit dem er die Umbrüche von 1989 kommentierte, war da ja eher noch niedlich. Doch bereits seine Bausätze, mit denen man sich wahlweise Jesus Christus oder ein Vergewaltigungsopfer aus Einzelteilen zusammensetzen konnte, kamen weniger harmlos daher. Und erst recht nicht seine lebensgroße Figur von Saddam Hussein, die nach Damian-Hirstscher Manier in einer Art Aquarium schwebte. Das hätten die Auftraggeber […] vielleicht in Betracht ziehen sollen, bevor sie Herrn Schwarz (dt. für Černý) und seinen entsprechend gefärbten Humor erwählten.“